# Resistance 3
Resistance 3 é um jogo eletrônico de tiro em primeira pessoa desenvolvido pela Insomniac Games e publicado pela Sony Computer Entertainment. É o terceiro e último título principal da série Resistance e foi lançado exclusivamente para PlayStation 3 em novembro de 2011. A história se passa em um 1957 pós-apocalíptico e segue Joseph Capelli, um ex-soldado que precisa embarcar em uma missão para fechar um buraco de minhoca aberto pelos alienígenas chimera com o objetivo de congelar a Terra.